# 2002 VC131
2002 VC131 est un objet transneptunien de la famille des cubewanos. 

## Caractéristiques
2002 VC131 mesure environ 231 km de diamètre.